# 食のタブー

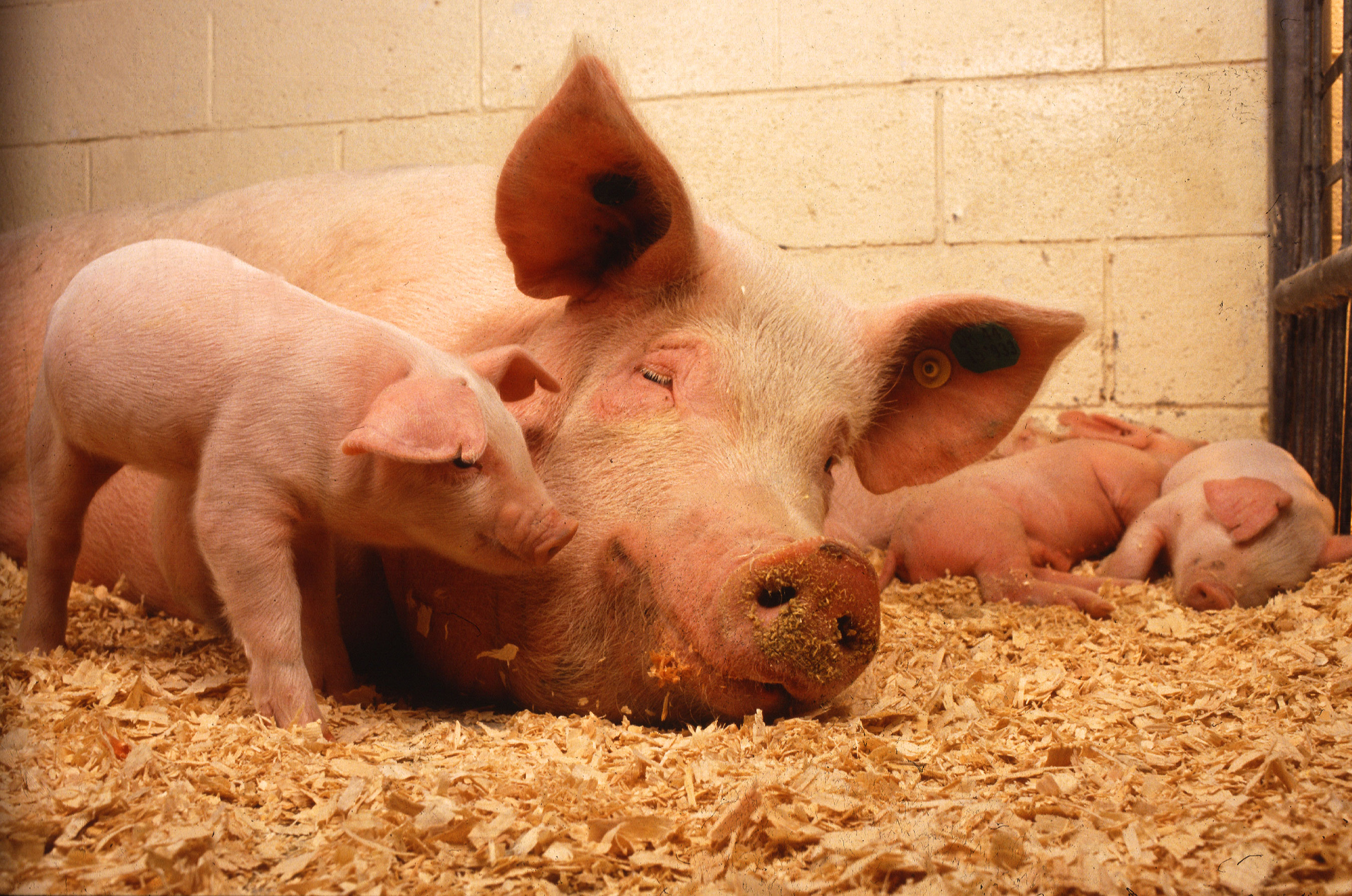
宗教上の食のタブーとして知られる豚

食のタブー（しょくのタブー）とは、飲食において宗教、文化上の理由でタブー（禁忌）とされる特定の食材や食べ方である。
特定の食材がタブーとされる理由としては、大別して
1. 宗教上、文化上、法律上食べることが禁止されている
2. 心理的な背徳感から食べることができない
3. 食材と考えられていないから食べない

の3種が挙げられる。
世に知られる食慣習やタブーには、すでに形骸化し意味を持たなくなっている場合もある。たとえばインドなどアジアの多くの地域で妊娠中から授乳期にかけて妊婦に非常に多くの食の禁忌が定められ、欧米の栄養学者から問題視されている。しかし、同様の禁忌のあるマラヤで実際に妊婦たちが食べている食品を調査したところ、表向き食べてはいけない多くの食品がとられていた。他文化の食のタブーを考えるときは、簡単に無知や非合理ととらえず、その禁忌が成立した背景や実態にも目を向ける必要がある。
なお、純粋に医学的な理由から、ある特定の食材を避ける必要がある人もいる。一例としては食物アレルギーを有する人の場合、特定の食材がアレルギー症状（場合によってはアナフィラキシーとなり、生命にも関わる）を引き起こすために、該当する食材を避けなければならない。

## 文化による違い

### 宗教
宗教によっては、特定の食肉の摂取を禁じている例が少なくない。たとえば、ユダヤ教はカシュルート（適正食品規定）と呼ばれる食べてよいものと、いけないものに関する厳しい規則を定めている。食肉がカシュルートに適うためには、シェヒーターと呼ばれる屠畜法を用いなければならず、後半身からは座骨神経を取り除かなければならない。ヨム・キプル（贖罪の日）には飲食が禁じられる。イスラム教ではハラールな食品のみ摂取が許される。イスラムで禁忌とされる食材はユダヤ教の規定より品目が少ないものの、摂取が許される食肉についても特定の儀礼によって屠殺されることが必須とされる。さらにイスラム教徒の義務としてラマダーンという断食の習慣も遵守されている。ユダヤ教とイスラム教では、狩猟によって得られるジビエも禁忌とされる。ユダヤ教より発したキリスト教ではパウロが規制撤廃を主張し、エルサレム会議にてわずかな規定を残して食物規制を廃止した。残った規制も、特に西方においてはその後に有名無実となった。ヒンドゥー教、ジャイナ教、仏教（戒律の五戒で初期仏教の三種の浄肉以外）は肉食を禁止しているため、これらの宗教の信者は今でも多くが菜食主義者であり、精進料理を調理し食べる習慣がある。ただし、仏教では菜食の中でもニラなどの匂いの強いものは禁葷食として避けられた。仏教では、避けるべき食物を五葷（ニンニク、タマネギ、ネギ、ニラ、ラッキョウ）三厭（獣、鳥、魚）と呼び、西遊記の登場人物である八戒の由来ともなっている。
ラスタファリ運動も菜食を奨励する。キリスト教のセブンスデー・アドベンチスト教会では、ユダヤ教の戒律に準じた食品の摂取と菜食主義を奨励している。キリスト教文化においては、かつて金曜日はキリスト受難の日として肉食を避けるべき日とされ、魚を食べる習慣があった。
現在でもポーランド、南ドイツなどのカトリック勢力の強い国あるいは地域では、この習慣が残っている。一例として大学の食堂（メンザ）では、一週間の献立において、金曜日には魚料理を選べるように設定されている。なお、正教会では今日でも、水曜日（キリストが裏切られた日）と金曜日には肉、魚、卵、乳製品、植物油、酒類を摂取しない習慣がある。ただし、カトリックにおける小斎、大斎、正教会における斎（特定の日に特定の食物の摂取を控えること）は、厳密な意味の食のタブーではない。実際、ローマ教皇庁は金曜日に肉を食べてはいけないとの公表はしていない。正教会の場合、斎の実行は、個人の自由意志に基づくものとしている。
道教の道士は肉や魚、ニラやニンニクの類などの五辛を禁じられていた。また、長生きするためには火を使った料理を食べてはいけないと説かれていた。

### 心理的な背徳感によるタブー
特定の食材が心理的な背徳感を喚起するため、食用とすることができない。役畜（ウシやウマなど）、ペット動物（イヌ、ネコ、ウサギ、観賞魚）、高い知能を持つと考えられている動物（クジラなどの哺乳類）、絶滅危惧種など、社会で高い価値が認められている動物や植物がこれにあたる。これらに対するタブーは立法化されることが多い。また、一般に食用と考えられている動物でも、ペットとして接することによって特定の個体が擬人化され、食材とみなすことができなくなる場合もある。社会価値の変遷により、何をタブーとするかは同じ社会においても急速に変化する可能性がある。また多くの文化は同族同類である人の肉を食することを道徳上・宗教上・衛生上の理由によりタブーとしてきた（詳細は後述の食のタブー#人肉食へのタブーを参照）。
また、栄養価上や衛生上および習慣上の見地から、単に人間用の食材と考えられていないためにタブーとなる例もある。多くの無脊椎動物やネズミなどがこれに該当するが、これらに対するタブーが立法化される例は、高い価値が認められている生物の例よりも少ない。

### 立法
食のタブーが法律によって強制力を持つ例もある。これは異なる食文化への迫害や、人権蹂躙であると主張される可能性がある。たとえば香港では中華人民共和国に主権が返還されたが、イギリス植民地時代に定められた犬肉・猫肉の供給を禁じる法令が撤回されないままになっており、同じ文化圏に属する広東省の食文化との食い違いが見られる。

### 合食禁
特定の食物の組み合わせが禁忌となる場合があり、これを合食禁と呼ぶ。たとえばユダヤ教のカシュルートでは、魚と卵を除く動物から得られた食品と乳や乳製品を食べ合わせることを禁じており、この2つを食べる場合は地域にもよるが、1時間から数時間の間隔を置かなければならない。これは聖書の『申命記』にある「（動物の）母の乳でその子を煮てはならない」という記述に基づく（厳密にはこれは「母の乳で子を煮込めば悲しみで雨が降るだろう」という考えに基づいたまじないの儀式のことであり、「実際に食べてはならない」というよりは偶像崇拝やまじないを禁じた記述である）。厳格なユダヤ教徒は食器から食器洗い機にいたるまで、肉用と乳製品用のものを別にしている。そのため、一例として「チーズバーガー」は食べられない。
また、アジアや北アメリカでは、陸生動物と海棲動物を同じ鍋で同時に調理してはいけないというタブーが普遍的に見られる。ただし、両方を同時に食べることに制限はない。
日本の武家の料理である式正料理は膳の左側に山のもの、右側に海のものを盛りつけ、食べるときもまず山のものを食べ、次に海のものを食べ、最後に里のものを食べるという順序が決まっていた。大林太良によれば、こうした和食の配膳や作法は宇宙の秩序に従ってものを食べなければならないという考えの現れであるという。

### 多文化主義・世俗主義と食のタブー
多文化主義が浸透している社会では、特定の宗教や信条によって課せられている食のタブーに配慮した食事を選べるようにすることが普通になっている。宗教や医学的な背景から、多くの国籍（宗教）の人の利用が想定される国際線航空便の機内食の場合、会社にもよるが、出発24～48時間前までに申し込めば、イスラム教やユダヤ教、菜食主義者など特定の宗教や信条に対応した料理や、低脂肪、低塩分、低（高）タンパク質などの料理といった、特別な機内食が配られる体制を持っている会社が多い。このほか、学校や病院の給食でも同様の対応が見られる。
宗教による食のタブーはステレオタイプに理解されがちだが、どの程度遵守あるいは違反を許容するかは、地域・集団や個人による。ほかの集団との交流が一般的な現代の都市生活では厳格すぎる規律は支障が多いため、実態としては多様化の傾向にある。たとえばカシュルートで知られるユダヤ教徒の中でも、合理的に考えて納得できない規範はあえて無視する改革派のラビや、タブーをまったく意に介さない世俗派と呼ばれるユダヤ教徒が現れている。ユダヤ教徒が多いイスラエルのテルアビブでは豚骨ラーメン店が増えており、ある来店客は「世俗派なので豚肉を食べる」と話している。
イスラム世界では禁止される酒の製造・販売や飲酒が、人目を避けて行われている国も多い。
一方で、自らが信じる食のタブーを基準に、他者を非難・攻撃し、時には殺害に及ぶ者もいる。

### 文化が人に食へのタブーを課すのはなぜか
イギリスの文化人類学者、メアリー・ダグラスの『汚穢と禁忌』によれば、食の禁忌は分類上の落ちこぼれが持つ中途半端な属性がケガレとされたことに理由があるとされている。たとえば牛やヤギは四足で蹄が割れており反芻胃を持つのに対し、豚は蹄が割れているが反芻をせず、また兎は反芻はするが蹄が割れていないなど、分類上中途半端であるがゆえに禁忌とされたことになる。
マーヴィン・ハリスは、宗教上の禁忌食の多くはコストとベネフィットの関係から、不経済な食料獲得を戒めたことに端を発した可能性を指摘している。たとえば、レビ記ではブタを食べることを禁じているが、森林開発が盛んだった紀元前1200年ごろのパレスチナでは、森を利用する養豚は非常にコストのかかる事業だったことによるという。ほかの禁断の動物も、人間の生活に有用な駄獣や、労力に見合わない狩猟の獲物がそのほとんどを占めている。また、ヴェーダ期のインドではウシは一般的な食物であり、牛肉は権力を維持するために民衆へ振る舞われる授与物だったが、急激な人口の増加によって紀元前600年ごろに供給が追いつかなくなり、バラモン層は菜食を呼びかけるようになった。ウシは農耕用の駄獣として不可欠な存在であったため、民衆がそれを食べる誘惑を断つためにヒンドゥー教では牛が聖獣と見做されるようになったという。
健康上の理由が禁忌につながった可能性もある。たとえば、未調理の豚肉を食べることは旋毛虫症、E型肝炎に罹患する恐れがあり、多くの海産物も食中毒の恐れが高いとされる場合があるが、これらの考え方は俗説にすぎないという批判もある（詳細はカシュルートを参照）。また中世日本においてしばしばフグ食の禁止令が出されたが、これは中毒死に対する対策であり健康上の理由による食のタブーと言える。これは現代においても（日本に限らず）資格を持たずに提供することを禁じる法律として残っている。

## 「食材」別 食のタブー

### 食肉（哺乳類）

#### 牛

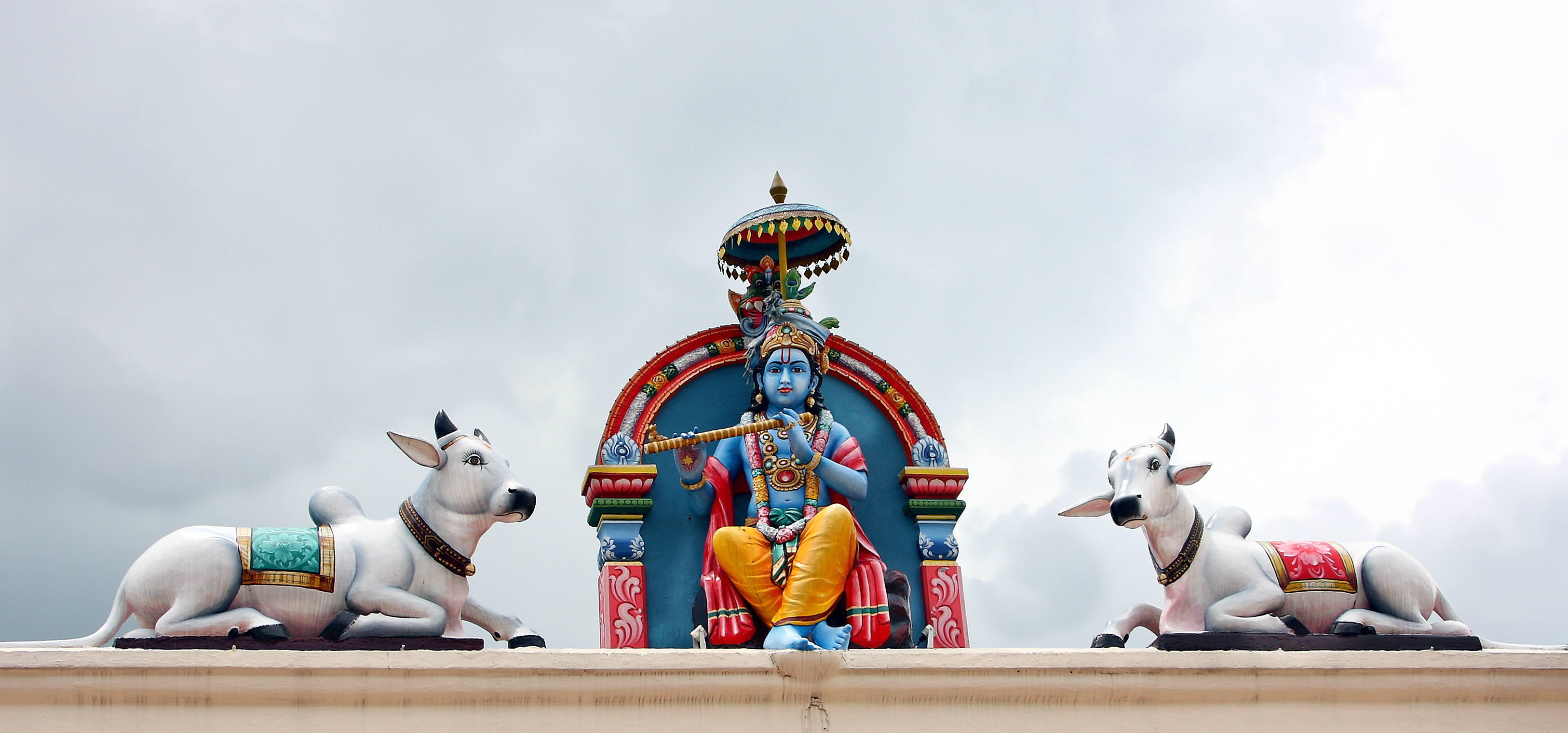
ヒンドゥー教の神クリシュナと聖牛

バリ・ヒンドゥーなどを除く多くのヒンドゥー教徒はどんな肉もすべて忌避する。特に牛はヒンドゥー社会では神聖なものであるとされ、ほとんどのヒンドゥー教徒は牛肉を食べない。しかし過去、カーストに属さない不可触民は屠殺を生業とすることがあり、牛肉を食べることがあった。現在、牛肉食はインドでもところどころで受け入れられるようになってきた。インド産以外の牛肉なら食べてもよいと考えるヒンドゥー教徒もいる。牛乳や乳製品は牛を傷つけずに得られるため禁忌とはされず、むしろ積極的に消費される。また乳白色のコブウシが神であるシヴァの乗り物として特に神聖視されることにより他の牛も神聖視される一方、真っ黒なスイギュウは神聖視されず、スイギュウの肉によってインドは牛肉輸出量が多い国である。
台湾の年配の人たちにも牛肉食を控える傾向がある。牛は農業に有用であり食べることは間違っていると感じられるからである。15世紀末の記録によれば、与那国島では牛の食用がタブーとされていたという。当時、済州島を出航した船が難破の末に与那国島に漂着、漂流民は島に半年ほど滞在した後に琉球諸島を島伝いに送られて北上し、九州、対馬を経て朝鮮に帰国したが、彼らの見聞録が『朝鮮王朝実録』に残されている。その記述によれば、与那国島では家畜として牛を飼うが食べる習慣が無く、死んだ牛はすぐ埋める。「肉は食べられるから埋めるな」と指摘したところ、唾を吐いて笑われたという（与那国島#朝鮮王朝実録の記録「島の様子」24番目）。また、カナダのアカディア人もかつては役畜としての役割を終えた牛のみを屠殺して食用にした。

#### 馬

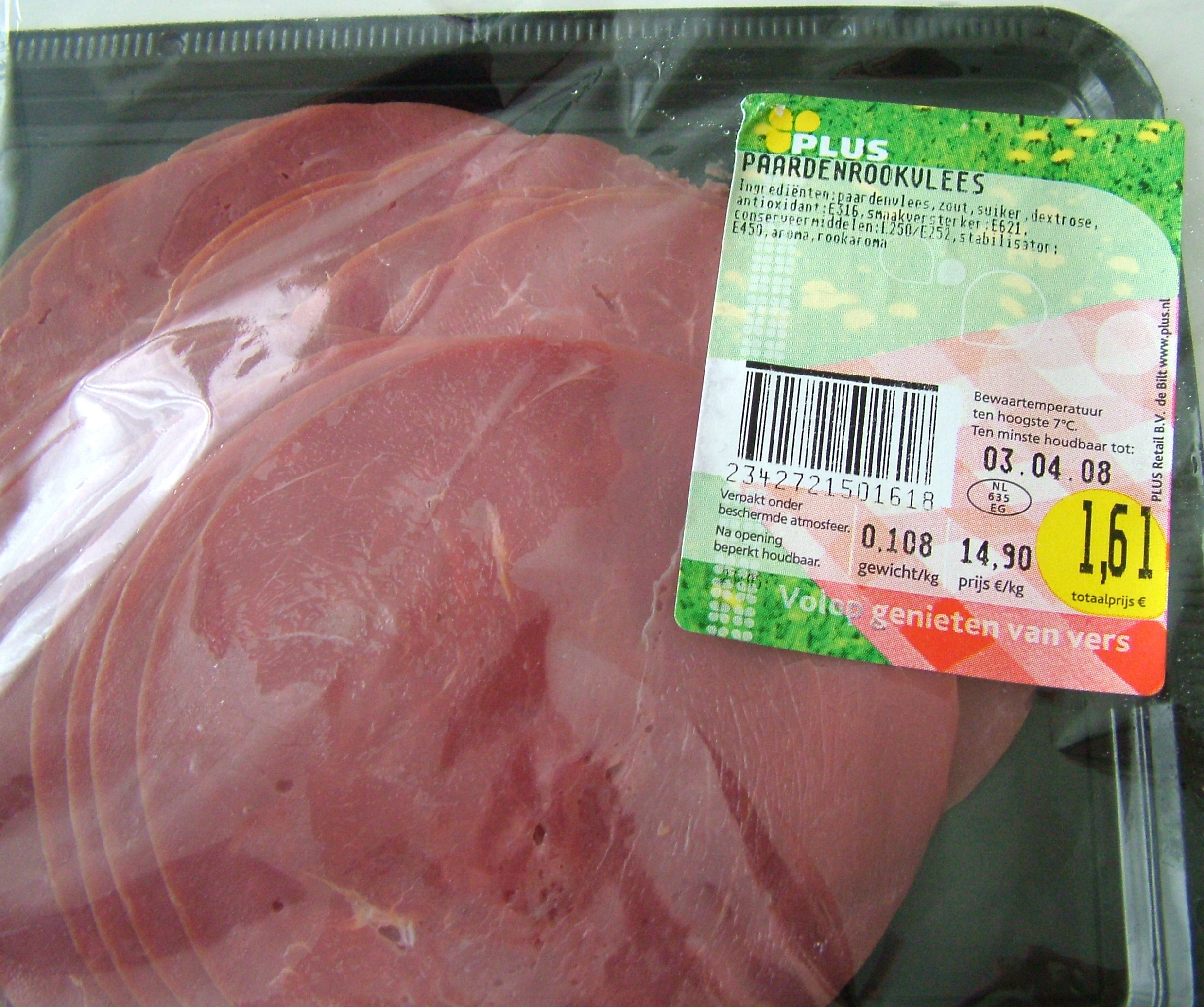
馬肉（オランダ）

モーゼ法の時代から、厳格なユダヤ教徒は馬肉を食べない。馬は蹄が割れておらず、反芻もしないため、この肉を食べることは禁じられている。
英語圏では馬肉はタブーとされることが多く、馬肉の供給はしばしば非合法でさえある。ロブスターやラクダのように、ユダヤ教やキリスト教のある宗派にとっては馬肉が禁じられている。西暦732年に、トゥール・ポワティエ間の戦いの直後に軍馬の供給が重要視されたため、教皇グレゴリウス3世はユダヤ教の禁止令と同じくレビ記に基づき、異教の「嫌悪感を催す」馬肉食の風習をやめる取り組みを始めた。1000年にアイスランドにキリスト教を布教した際、教会関係者はアイスランド人に馬肉食を禁じないことを約束せねばならなかった。
馬肉に対する態度には文化的に近い民族や同じ民族の中でも大きな違いがある。たとえばフランスではイギリスと違い必ずしもタブーではなく、大韓民国では馬肉食の習慣は一般的ではないが馬産の伝統が長い済州島は例外である。中国ではさまざまな動物の肉を食べるが、馬肉を食べる習慣はあまりない。これは明の李時珍がまとめた『本草綱目』に、馬肉が「辛、苦、冷、有毒」という性質で、傷中を治し、余熱を下げ、筋骨を育て、腰や脊を強くし、壮健、飢餓感を抑える効果があるとするとあり、薬効は認めながらも、むやみに食べてはならないと記載されていたことが大きい。
日本では名馬の産地として知られた東北地方など地方によってはかなり古くから食べてきた。コンビーフやソーセージなどを馬肉で作ることもある。なお、競馬関係者および競馬愛好者の間での馬肉食を敬遠する者もある。

#### ラクダ

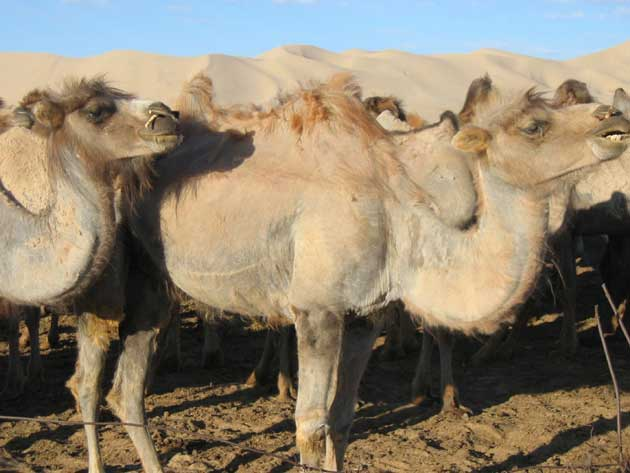
フタコブラクダ

ユダヤ教徒にとってラクダの屠殺と摂食はモーゼ法によって厳格に禁止されている。ラクダは反芻するにもかかわらず、外見上は蹄が分かれていないからである。イスラム教ではラクダを食べることを禁じておらず、アラビア半島やソマリアなどの乾燥地帯ではよく食べられている。

#### シカ

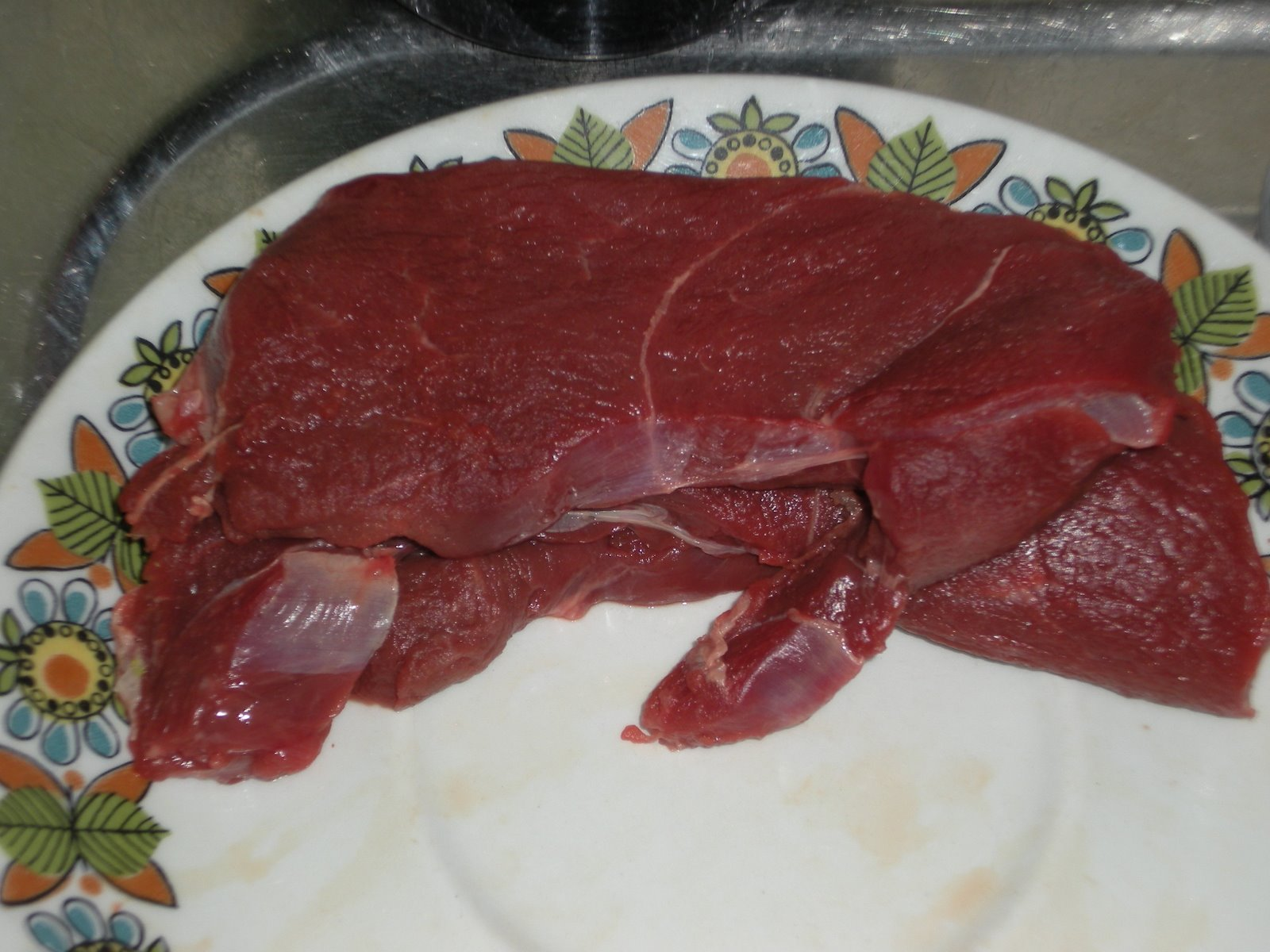
鹿肉のエスカロープ

日本の岩手県遠野市のおしら様を奉じる家では、鹿肉の消費を禁忌とした。おしら様を信仰している家では鹿のみならず「四足」の牛や豚、さらに「二つ足」の鶏であっても、肉類の食用は憚られる。タブーを犯すと、「口が曲がる」という。このタブーを嫌がり、おしら様の信仰をやめた家も多い。

#### 豚
古代メソポタミアでは、豚は卑しいものとされていたが、食べられていた。馬、犬、蛇を食べることはタブーであった。
古代エジプトでは、豚と牡山羊は不浄なものとして、神殿への生贄としての持ち込みが禁止されていた。しかし庶民は気にせず食べており、養豚も行われていた。
豚肉を食べることは、イスラム教、ユダヤ教、セブンスデー・アドベンチスト教会で戒律上禁じられており、現在でも比較的よく守られている。この決まりごとにはさまざまな論理があるが、禁じている考え方それぞれすべてに受け入れられている論理はない。「不浄である」と考えられていることは、下記の点によるとされている。豚は本来、非常に清潔好きな動物であり、飼育環境の劣悪な養豚場に詰め込まれ、人間に不浄という濡れ衣を着せられてしまった面もある。しかし、下記4.にある通り近親交配をする動物の肉を医食同源に似たような観念からそれを忌避するという倫理的な理由も存在する。
1. 豚はストレスを感じた時に水中や泥、排泄物の上でもお構いなしに転げまわってのたうつ性質を持つ。
2. 皮膚の表面が毛で覆われておらず、人間の健康に害を及ぼす汚れが皮膚に付いてしまっている（イスラム教の考え。表面が鱗で覆われていない海産物であるイカやタコも同様の理由により禁じられている[要検証 – ノート]
3. 何でも食べることで、「人間にとって貴重な食物を奪い合う存在」と考えられている。
4. 自然的に近親交配で繁殖する生態に対して倫理的、生理的嫌悪感が生じる。
5. 牛、羊、鶏、山羊などに比べて腐りやすく、保存性が悪いという生活上の知恵から。

なおイスラエル国防軍では必要に迫られた場合のみ豚肉を糧食として用いてもよいが、豚肉に触れた食器はすべて使用後に捨ててしまう。
キリスト教ではエルサレム会議にて規制を廃止したため、聖書の規定に関わらず摂食は自由となった。ただし近代になってから興った教派の一部には禁じるものもある。
かつてハワイ王国では、カプという掟により女性は豚を食べることを禁じられていた。

#### ウサギ

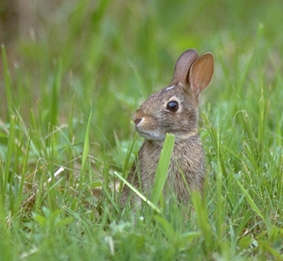
野生のウサギ

ノウサギは旧約聖書『レビ記』において特に不浄な動物であると述べられていて、ユダヤ教徒およびユダヤ人のキリスト教徒はこの禁忌を固く守っている。
ヨーロッパではジビエとしてノウサギを食べるほか、家庭で草や野菜くずを与えてアナウサギ（カイウサギ）を飼育し、肉用にニワトリを飼う感覚で屠殺して食べることも珍しくなかった。しかし、ウサギを食べる機会よりもペットとして接する機会が多くなった社会では、ウサギを食べることに抵抗を持つ人が多い。
日本では現在はウサギをあまり食べないが、かつては一般的な食用獣であり、たとえば徳川家でも正月にウサギ肉入り雑煮を食べたという。ウサギを「匹」ではなく鳥類と同様の「羽」と数える場合があるのは、「四つ足でない」ため食べてもいいというこじつけ（ウサギを鵜と鷺に読み替え鳥肉と偽る）のためだったと言われる。ただし、この「羽」という数え方はあくまでウサギを「食肉」として扱う際の数え方である。

#### ネズミ目

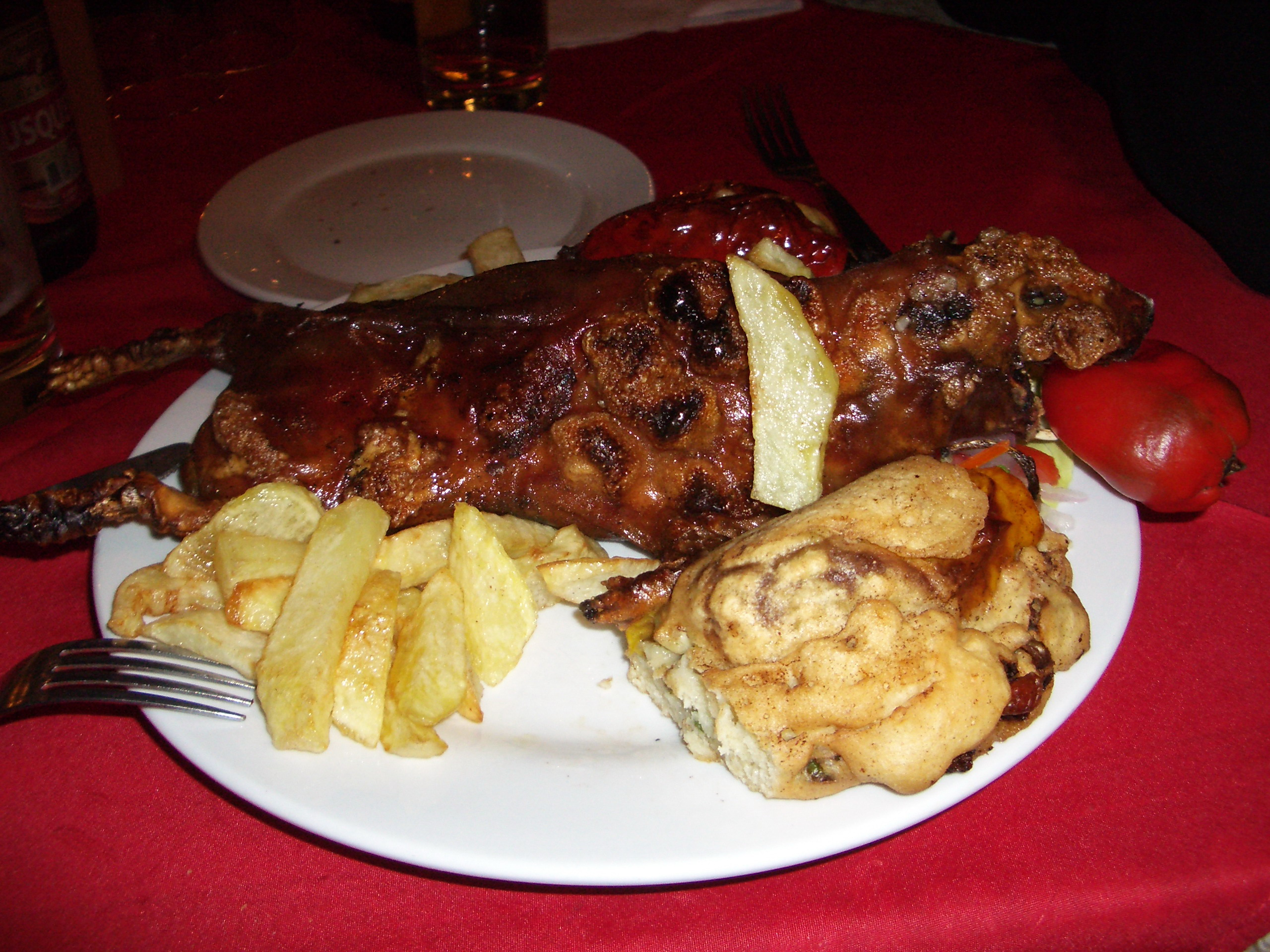
モルモットの丸焼き（ペルー）

西洋のほとんどの文化では、ネズミは不潔な害獣またはペットであって、人が食べるには適さないとされている。ビーバーは魚肉とみなされ食肉が禁止されていた修道院での需要があった。

#### クジラ・イルカ

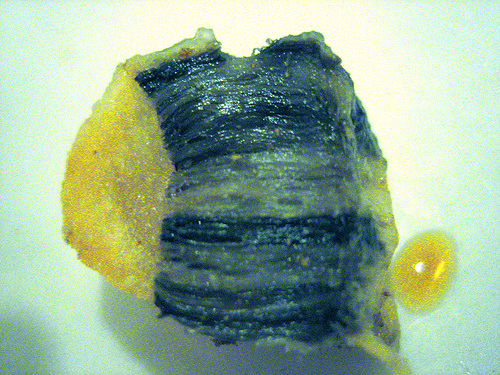
ビタミンCが豊富なマクタック（鯨の皮下脂肪）はイヌイットの伝統食

クジラやイルカは鱗がない水棲動物で、ユダヤ教では『レビ記』第11章の条件にあてはまらないため、カシュルートにより食用禁止となる。
イスラム教の『ハディース』には、浜辺に打ち上げられたクジラの死骸から食料を作っている場面が描かれ、それを食べてもよいかと教友が預言者ムハンマドに尋ねたところ、「海から来たものなら死んでいるものでも食べてもよい」と答え、預言者ムハンマド自身、鯨肉を食べたと言われている。
キリスト教の大多数の宗派も同様である。イギリスの王ヘンリー6世はイルカ料理を好み、またイギリスの宮廷では、17世紀の終わりごろまでイルカの肉を食べる習慣があった。フランスのパリでは16世紀、レストランの「トゥール・ダルジャン」が開店した際のメニューにイルカのパイ（Porpoise pie）が載っている。
欧米諸国では、20世紀初めまで鯨油を採取するため捕鯨がさかんに行われ、鯨肉を食べることもあった。日本、ノルウェー、アイスランドやフェロー諸島、大韓民国、インドネシアなどでは、伝統的にクジラが食肉として食べられている。
日本でも、古くから西日本を中心とした捕鯨を基幹産業とする地域において食用になっており、現代でも文化を引き継ぐ千葉県、神奈川県、山梨県、静岡県、和歌山県、沖縄県などの地域では、スーパーマーケットでイルカ肉が売られている。戦後の食糧政策で鯨肉は日本中で一般的に食するようになり、最盛期には学校給食に安く卸されていたり、大和煮の缶詰として安く市販されたりしていた。
また、捕鯨を禁止している国でも、アメリカ合衆国アラスカ州など、先住民によって捕鯨が行われ、脂身をも食す地域がある。北海道などに居住するアイヌでは干し肉も食した。

#### 犬・ 猫
イスラム教徒（ムスリム）やユダヤ教では、肉食獣を食用にすることを禁じているため、犬（狗）・猫ともにこの禁制が適用される。
犬
食文化についての詳細は「犬食文化」を参照。

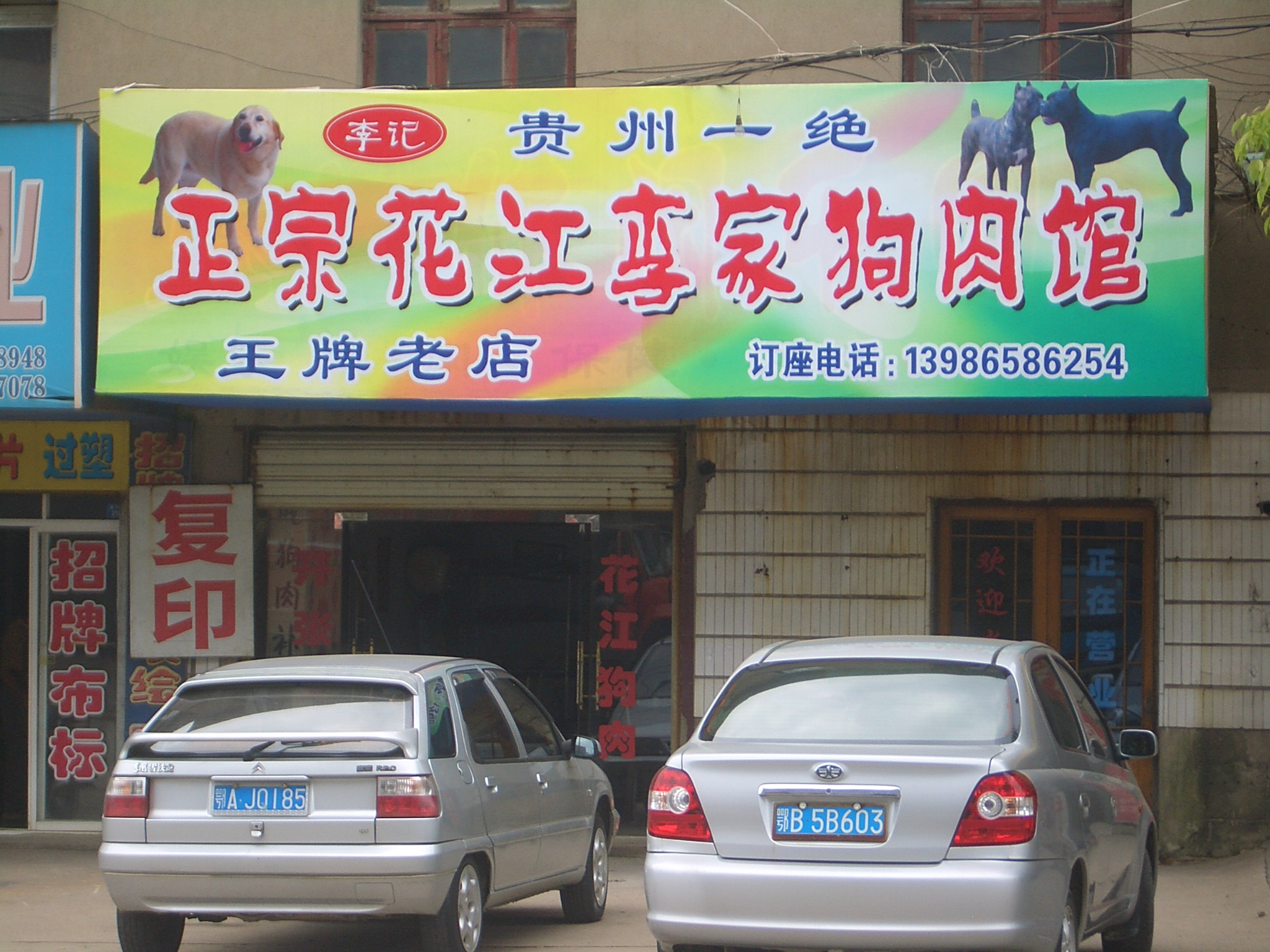
中国の狗肉料理店（湖北省）

「犬食文化」をもつ国々では、犬をペットとして飼う一方で食用にもしており、朝鮮半島のヌロンイやハワイのハワイアン・ポイ・ドッグ、メキシコのコリマ・ドッグ、南アメリカのテチチのような食肉専用の犬種も作出された。しかし、犬を主に愛玩動物とみなす近代欧米の習慣が浸透するにつれ、文化摩擦を引き起こす例がある。
日本においても、中世以前においては赤犬などがしばしば食用とされていた。しかし、江戸時代の途中から徳川綱吉による生類憐れみの令の影響により禁忌となった。明治以降では太平洋戦争後の食糧難の一時期を除いて、犬を食用とする文化はごく一部を除いてはなくなっている。
猫
食文化についての詳細は「猫食文化」を参照。
イエネコを食用とするタブーは、人類に身近な愛玩動物を食肉として扱うという点で犬食のタブーとの類似点が多い。猫食文化は世界中に散見され、飢饉や経済的窮乏と関係なく猫肉を嗜む文化が存在するが、犬と同じく、愛護団体からの抗議運動が起こっている。
BBCは、2015年、中国・天津市の民家で食用猫200匹が保管されていた事件について、「中国では、猫食は広くタブーとされているものの、いまだ農村地帯では食されている」と説明しながら、インターネット上で猫を食用にすることについて抗議活動が発生したと報道した。

#### 霊長類

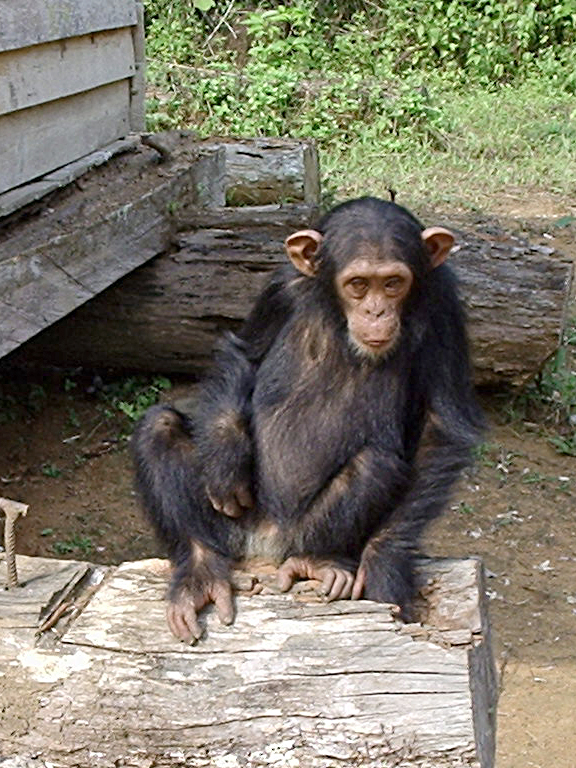
チンパンジー

霊長類を食べることは種の相似性からウイルス感染の危険性を増加させる。エイズやエボラ出血熱の感染源は類人猿の肉を食べたことによって感染したと考えられているが、加熱不足な肉でないかぎり感染の危険性はないとも考えられている。

#### 生肉

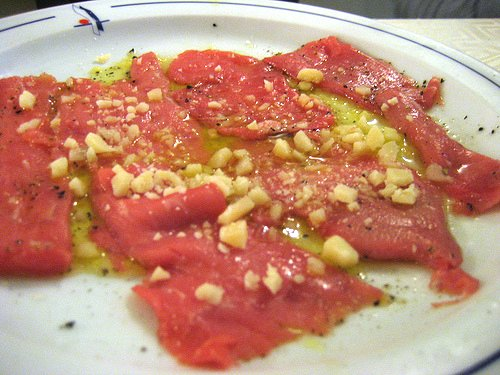
カルパッチョ

肉類は寄生虫の感染や食中毒を防ぐために火を通して食べることが多い。生肉を食べることは多くの国で暗黙のタブーとして存在し、焼かない肉を食べるのは野蛮あるいは危険、食べる際に血液がにじみ出るさまが嫌がられる（次の項目を参照）など、嫌われる理由は色々ある。生魚を食べる習慣がなかった地域では、生魚も生肉と同様に嫌われることが多かったが、近年は食される機会も増えつつある。
ヒンドゥー教では生肉に限らず、生ものを禁止している。

#### 血液

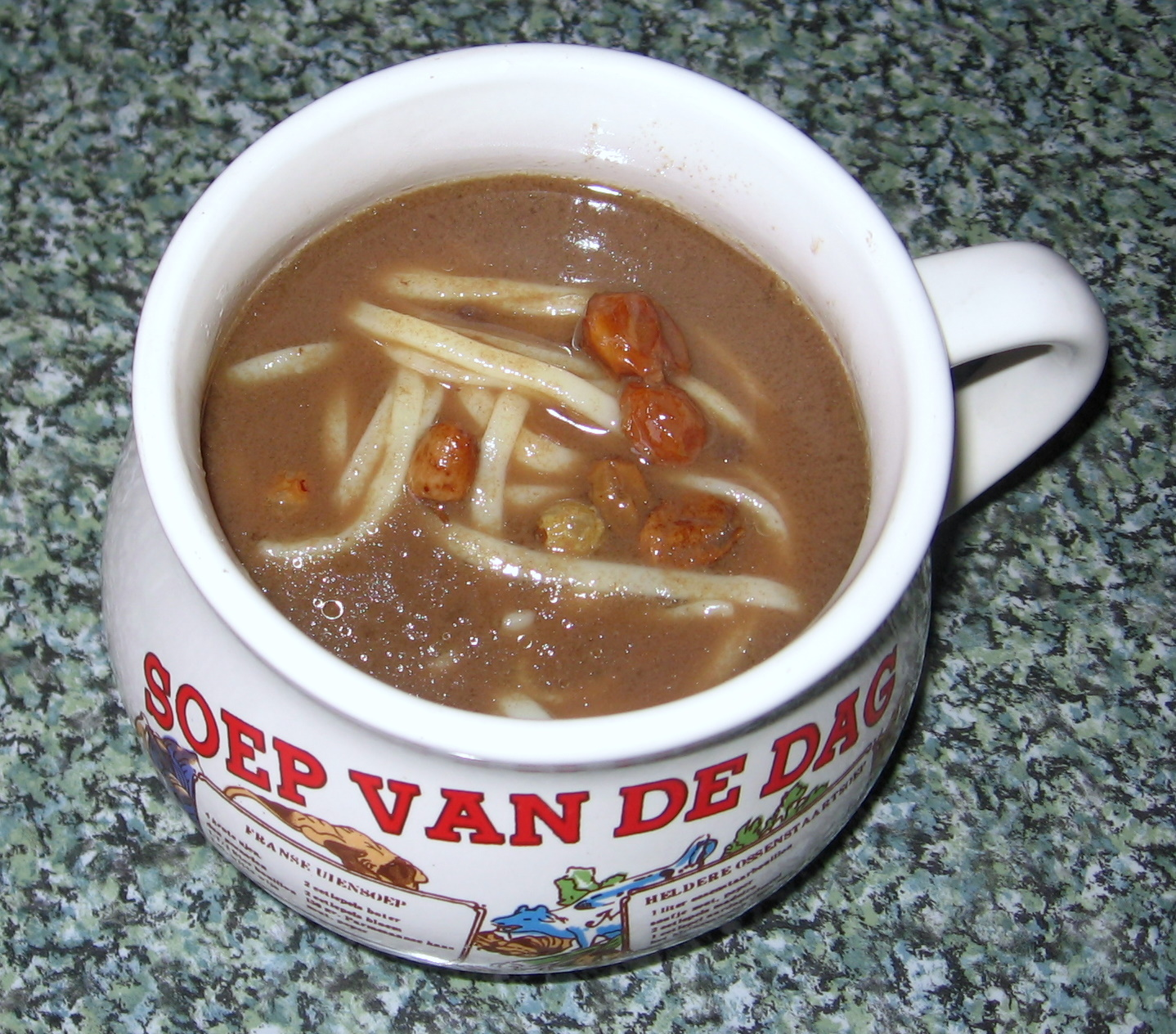
ポーランドのアヒルの血のスープ、チェルニナ

ユダヤ教徒、イスラム教徒やエホバの証人の信者は、飲血や血から作られた食物をとることを禁じられている。生きたまま動物を食べる踊り食いも、血を含むため禁じられる。ユダヤ教では血抜きを徹底するため、食肉を塩水に漬ける必要がある。キリスト教において律法規制を大幅に緩和したエルサレム会議でも血液食の禁止は維持されている。しかし西方教会の信仰される地域ではそれ以前からの血液の食材利用の伝統が存続している。また、ポルトガルではアロース・ドゥ・カビデラ（Arroz de cabidela）というニワトリやアヒルの血入りのリゾットが郷土料理となっている。
屠殺の主要な副産物である血液は非常に栄養価が高いため、世界各地で食用とされてきた。ブーダンやスンデ、ブラックプディングなどのブラッドソーセージは世界の多くの地域で非常に有名であるにもかかわらず、一部の社会では気持ち悪がられることがある。

### 鳥類

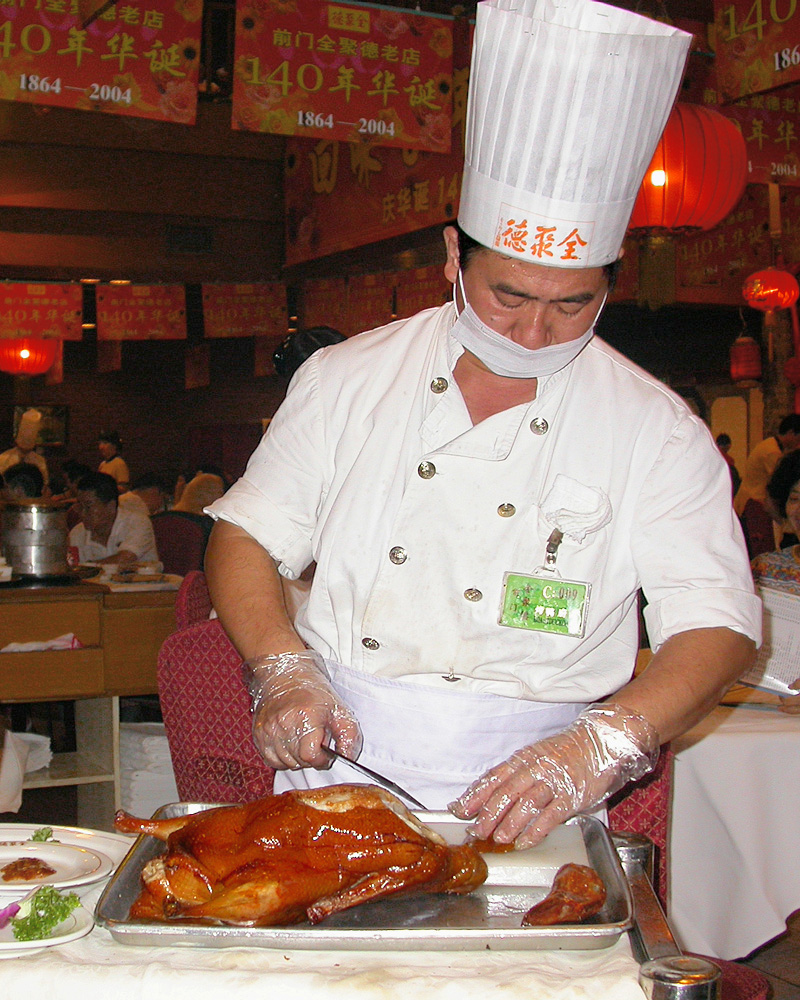
北京ダック

ユダヤ教では、肉食の鳥類を不浄としている。また、鳥類のジビエも屠殺されていないためカーシェールではなく、不浄である。
古代から中世にかけてのヨーロッパでは、ハクチョウやクジャク、ズアオホオジロなどが食通によって賞味され、カラスも食べられたが、今日の欧米では一般的な食材とはみなされない。

### 卵類
ヒンドゥー教では卵を禁忌とする場合もある。
かつてベンガル地方では、若い娘がアヒルの卵を食べることを禁じた。アヒルの卵は体に熱を与えると信じられているため、貞操を危機にさらす効果があると考えられたためである。
台湾東方の孤島・蘭嶼の原住民であるヤミ族は、鶏卵の食用をタブーとする。日本統治時代、島を訪れた日本人の食後の後片付けで食器を洗う際、生卵が入れられていた器を触れるのさえ嫌がったという。

### 魚介類と無脊椎動物
ヒンドゥー教では魚介類全般を禁忌とする場合もある。
分類別では以下の通りとなる。

#### 魚

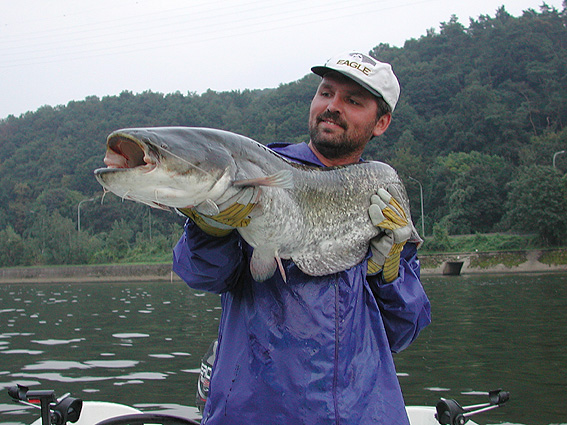
ナマズ

ケニアのキクユ族とカレンジン族の一部は魚を食べることを禁忌している。
ユダヤ教徒は、『レビ記』により鱗と鰭を持たない水生動物を不浄とすることから、水中に住むにもかかわらず鱗をもっていない淡水ウナギやナマズのような魚の摂食を禁止している。イスラム教の一部の宗派ではウナギが禁忌とされる場合がある。イスラム教シーア派は淡水ウナギを不浄としている。
かつてハワイ王国では、女性はアジ（ulua）やハクセンヒメジ（kūmū）を食べることを禁じられていた。アメリカ南西部に住むネイティブ・アメリカンの中で、南部アサバスカ諸語を使う人々には魚を忌避する伝統がある。民族学者マティウス（Matthews.W.）が19世紀末にナヴァホ族を調査した際にこの事実を発見し、彼らを魚恐怖症として報告し議論となった。
豊臣秀吉と徳川家康はフグ食の禁止令を発し、明治時代に入るまで解禁されなかった。フグは調理を間違うと死に至るため、フグを食材とみなしていない地域は多い。
モンゴルにはアムールイトウの生息する水系がいくつかあるが、古くより遊牧を生業としてきたことから、魚は食料とは考えられていない。首都ウランバートルにもイトウ料理を出す店があった時期もあるが、現在は存在しないとのことである。チンギス・カンが幼少期において困窮していたことを示す逸話の一つとして、魚を食べていたということが語られている。
前述の台湾東部にある蘭嶼の原住民であるタオ族は、トナ（ウナギ）の食用をタブーとする。また、女性が食べてはいけない魚もある。
古代エジプトでは、魚を捧げものとすることもあったが、古代エジプト第25王朝の初代ファラオであるピイが魚を食べた後に王宮に入ることを禁じていた。

#### 甲殻類と軟体動物

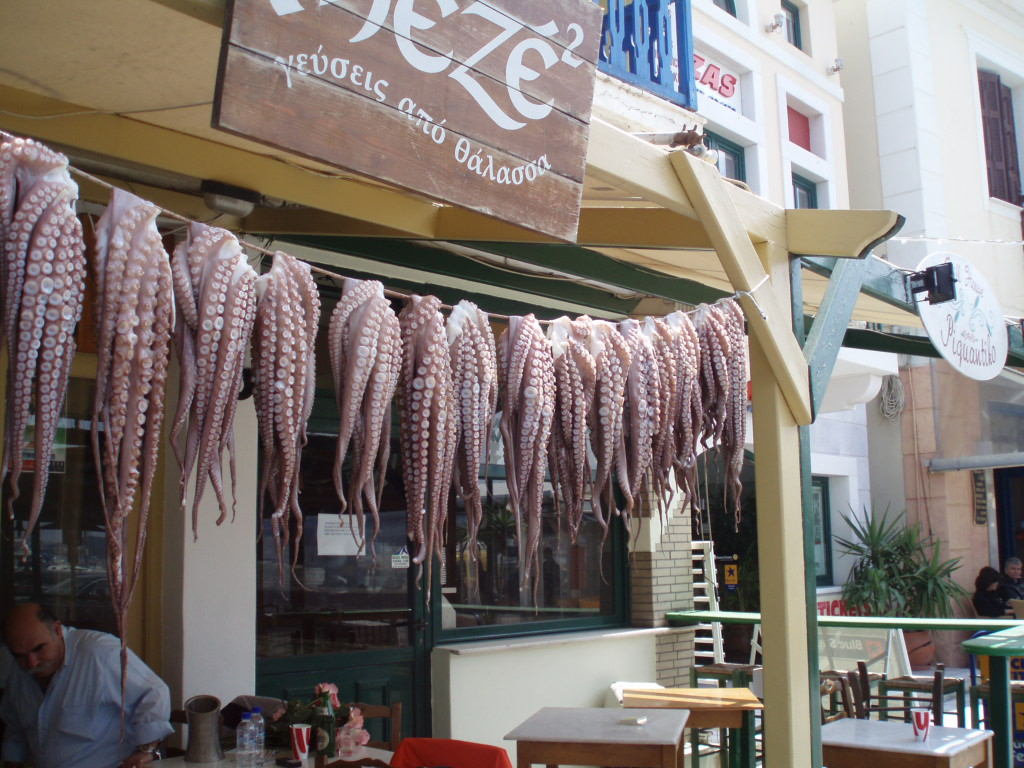
タコの吊るし干し（ギリシャ、ナクソス港）

貝、エビやカニ、イカ、タコといった魚類以外のほとんどの海産物は水中に住んでいるが、鰭と鱗を持たないため、ユダヤ教とキリスト教とイスラム教の一部の教派によっては食べることを禁止されている。キリスト教の正教では大斎が長く、この期間中魚肉の摂取が禁止されるため、地中海付近ではイカやタコを使った料理が発達している。
香港などで美味な食材として扱われているシマイシガニは、甲羅に十字架に似た模様がついているため、キリスト教徒は食べるのを恐れる。
イカやタコは、食べることを禁止されていなくても、これらを食用とする地域は東アジアとイタリアやスペインなど地中海沿岸、およびラテンアメリカの沿岸部に限られている。特にタコはかつて「悪魔の魚」と呼ばれて嫌われていたこともあり、北ヨーロッパの現地料理ではほとんど見られない。しかし最近では寿司が日本国外でも普及していることにより、イカやタコもアメリカなどで普通に食されることが多くなっている。
日本においてもイカやカニのタブーがなかったわけではなく、上泉信綱伝の『訓閲集』（大江家の兵法書を改良）巻六「士鑑･軍役」において、武家が軍中において禁食していることとして、「イカ、スルメ、カニ、トビウオ（ケガの際、血が止まらなくなるとの理由）、またイノシシ、シカなどの諸肉を軍神が嫌う」ため禁じている（タブーとしている）と記述している。
オーストラリアでは「食物を苦しませずに殺す法律」があり、ロブスターやエビといった甲殻類でも調理するときには、即死するように脊髄からさばくことが定められている。生きているそれらをそのまま焼いたり茹でたりするのは厳禁とされている。
台湾・蘭嶼のタオ族は、乳児のいる女性はヒザラガイを食べてはいけないとする。

#### 昆虫

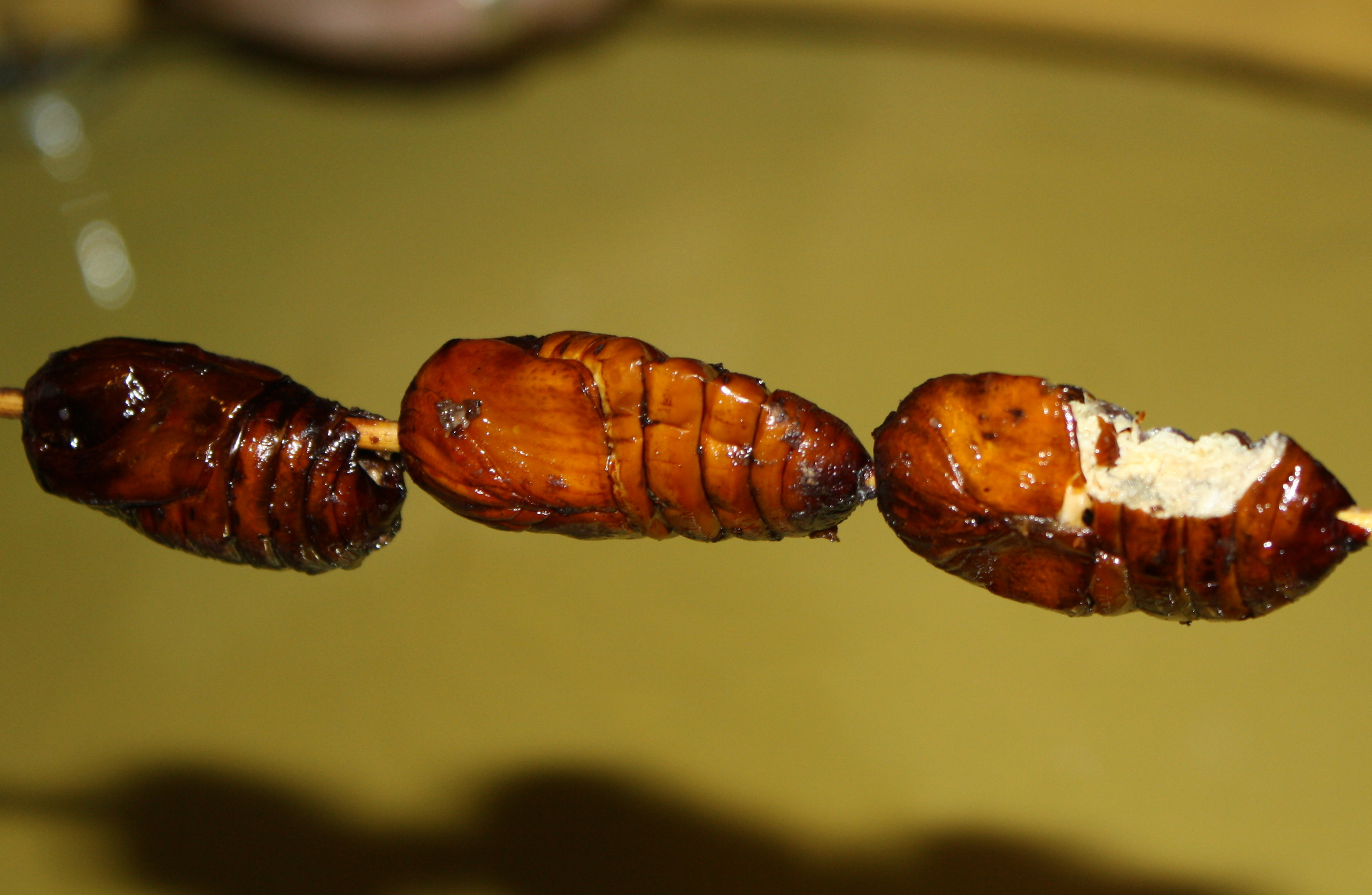
揚げた蚕の蛹（中国、済南市）

ユダヤ教では、イナゴやバッタの仲間を除く虫はすべて不浄であるとされる。虫が混入した食物も、虫を誤って食べるおそれがあるために避けられる。
イスラム教ではアリやハチを食べることは禁じられているが、バッタを食べることは明確に許可されており、『ハディース』には教祖ムハンマドがバッタを食べ、遠征を行ったことが記されている。
昆虫食はアジア、アフリカ、ラテンアメリカ、オセアニアで今なお親しまれており、昆虫は安価で良質のタンパク源になりうる。

### 植物

#### ネギ属

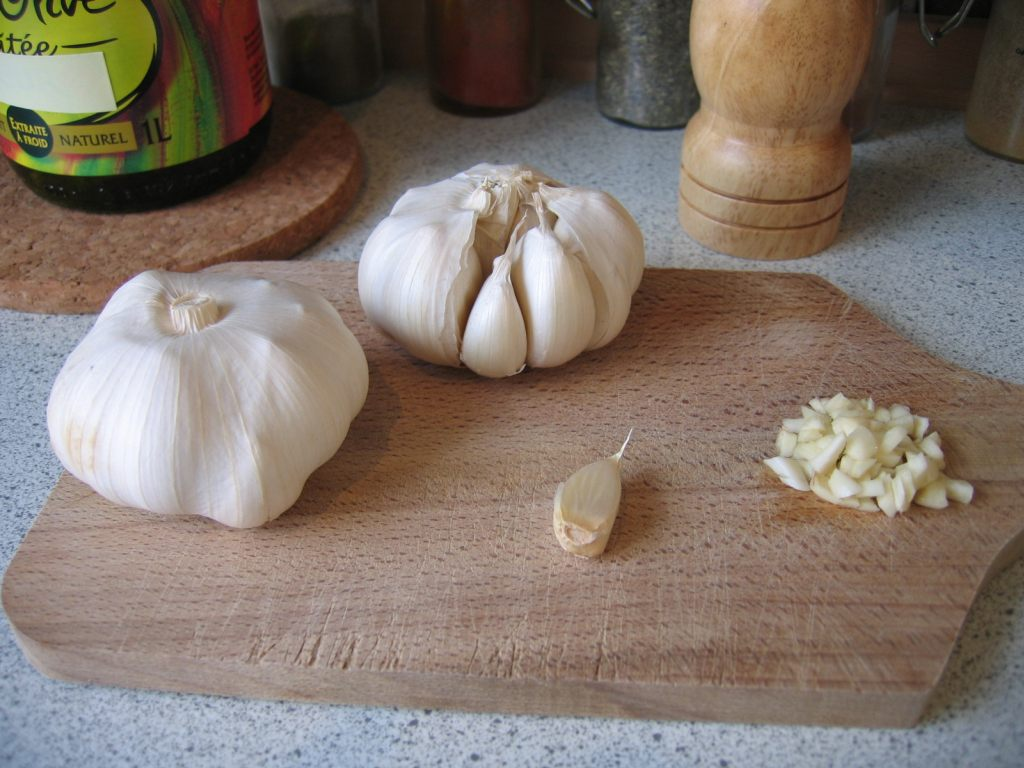
ニンニク

仏教やヒンドゥー教では、タマネギ、ネギ、ニラ、ニンニク、ラッキョウ、アサツキなどネギ属の植物の消費が禁じられている。
イスラム教では「発酵食品」を嫌悪とする場合がある。その理由にイスラム教では、ムハンマドが祈りの前に生のタマネギとニンニクを食べることを禁じたのが由来とされている。

#### 豆類
ピュタゴラス教団は、豆類を禁忌とした。これはソラマメ中毒の予防が目的ではないかと考えられている。

#### その他
ヤズィード派はレタスとライマメを禁忌とする。
ハワイでは、かつて女性がバナナやココナッツを食べることを禁忌とした。
アボカドは催淫効果があると信じられていたため、貞潔な印象を壊さないためにその購入や消費を避けることがあった。
厳格なユダヤ教徒は虫が隠れていてカーシェールではないかもしれないため、ブロッコリーなどを避けることがある。また、カーシェール機関は果物を潰さずに不浄な生物を取り除くことが難しいため、ブラックベリーやラズベリーを避けるように勧告している。

### 飲料へのタブー

#### 酒

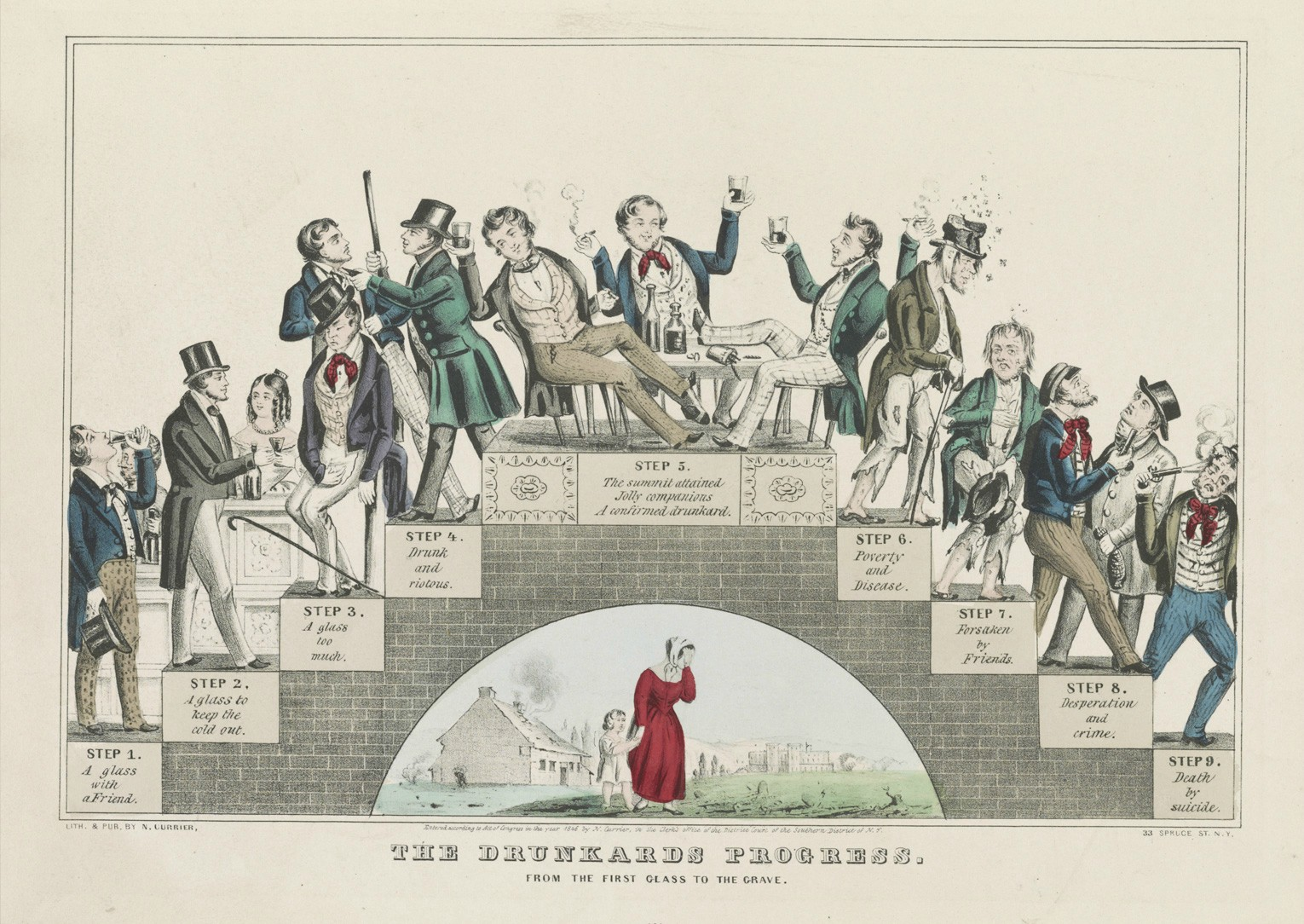
飲酒の弊害を説いたリトグラフ（アメリカ、1846年ごろ）

アメリカ合衆国では、禁酒法により1919年から1933年まで酒類の生産、取引と消費が違法となった。その後、酒類規制権限は州に移管され、現在でも酒類の売買を違法とする禁酒郡（dry county）と呼ばれる郡が残っている。また少数政党の禁酒党が19世紀より活動を続けている。
海上自衛隊では再軍備に関わった禁酒法時代のアメリカ海軍の流れを汲んでいるため、艦内での飲酒は禁止されている（イギリス海軍を範にとった大日本帝国海軍では禁止されていなかった）。
イスラム教では戒律により飲酒は禁止されているが、実際には世俗的な地域では、飲酒がタブーでない場合もある（イスラム教における飲酒を参照）。アラブ首長国連邦では非イスラム教徒の外国人だけは飲酒を認められている（シャールジャでは外国人も飲酒は禁止されている）。
仏教は具足戒や十重禁戒で出家僧の飲酒を禁じ、在家信者についても五戒で飲酒が禁じられているが、現代日本などではあまり励行されていない（般若湯）。
キリスト教の多くでは聖餐式で葡萄酒を利用しているが、聖書エペソ人への手紙5章18節で酩酊することを禁じている。カトリックの修道院が自活の一環としてビールを醸造して販売することは伝統的に行われている。一方、救世軍はアルコール依存症者の回復支援をしている関係で飲酒をタブーとしている。またラスタファリズムも飲酒を禁止し、末日聖徒イエス・キリスト教会（モルモン教）、セブンスデー・アドベンチスト教会は酒やカフェイン飲料などの精神昂揚作用のある嗜好品の摂取を禁止している。

#### 茶、コーヒー
ラスタファリズムはコーヒーを禁忌としている。
末日聖徒イエス・キリスト教会（モルモン教）は茶とコーヒーを禁忌としている。茶やコーヒーを禁忌とする理由としては、カフェインが含まれることが挙げられる場合があり、末日聖徒イエス・キリスト教会ではコーラその他カフェインを含む炭酸飲料を禁忌としている派もある。

#### 乳
ヴィーガンは母乳を含む乳の摂取をタブーとしている。

### 人肉食へのタブー

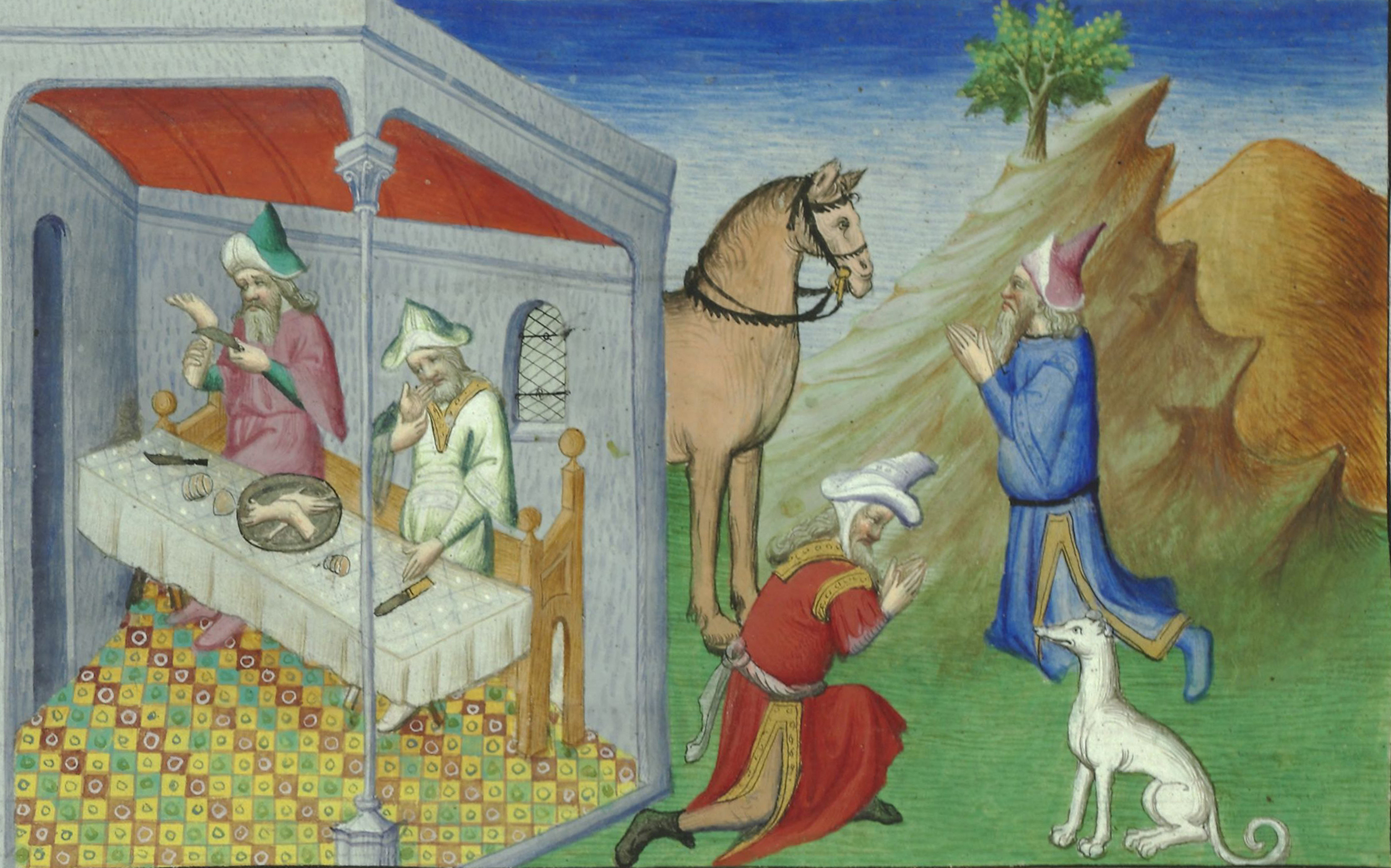
『東方見聞録』に記された人肉食

今日の世界においては人肉食を許容している文化はないが、過去には人肉食を特定の形で許容する文化が世界各地に存在した。

### その他
人体の健康や生態系に及ぼす影響への懸念から、アジアやヨーロッパ、アメリカ、アフリカには遺伝子組み換え作物から作られた食品を忌避する国や人々が存在する。

## 文献情報
- 「文化相対主義―文化と比較―」2006.5.10.慶大(文)比較文化関係論 [リンク切れ]
- 南直人『宗教と食』ドメス出版〈食の文化フォーラム〉、2014年。ISBN 9784810708110。